# Zofia Garlicka

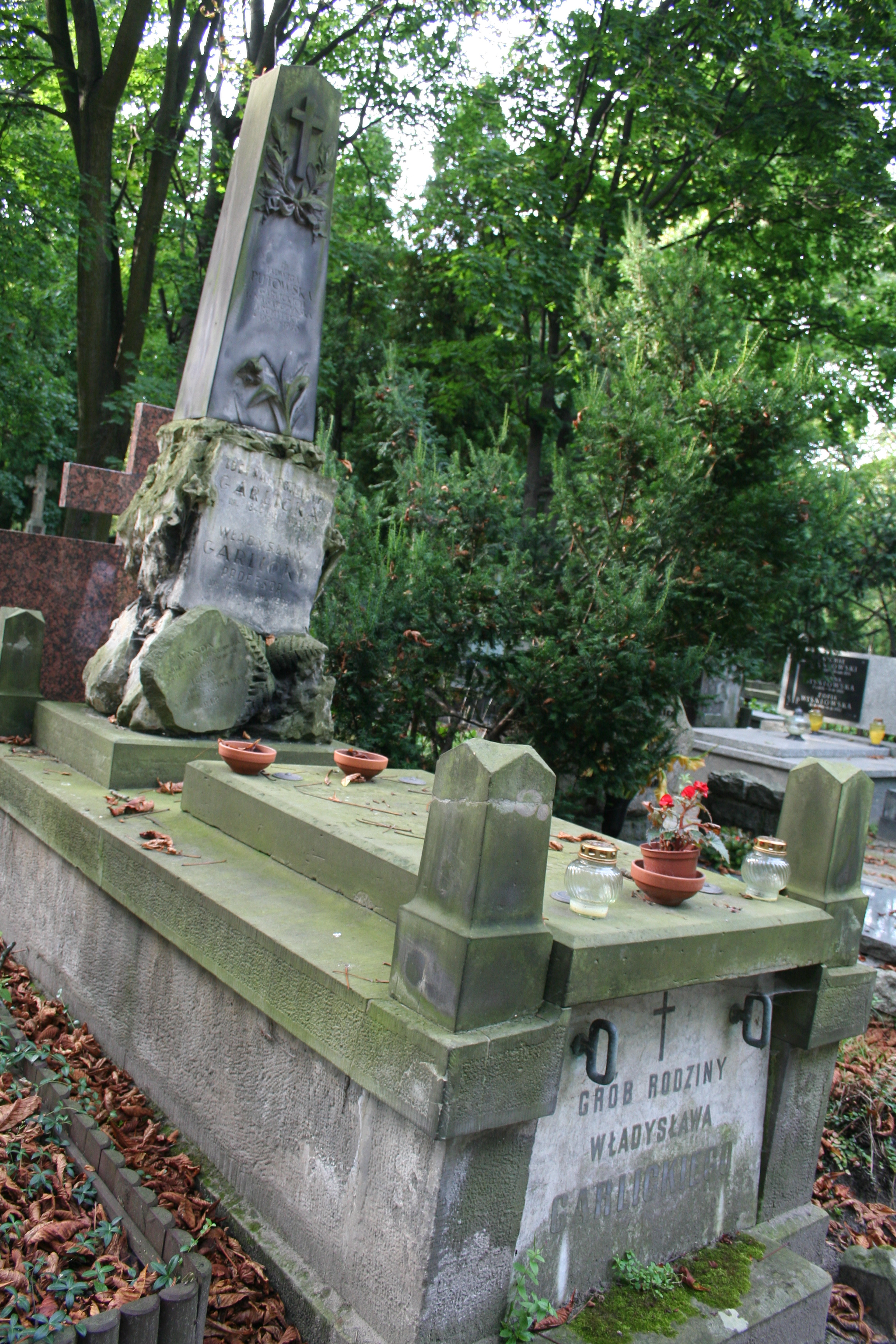
Grób Zofii Garlickiej na cmentarzu Powązkowskim w Warszawie

Zofia Garlicka z Wojtkiewiczów (ur. 1874 w Niżnym Nowogrodzie, zm. 18 listopada 1942 w KL Auschwitz) – polska lekarka, działaczka społeczna, żona profesora Stanisława Garlickiego, członkini kobiecego komitetu wyborczego Unii Narodowo-Państwowej w 1922 roku, więźniarka KL Auschwitz.

## Życiorys
Zofia Wojtkiewiczówna była córką Feliksa Wojtkiewicza i Teofili z Bogórskich, zesłańców, osiedlonych przymusowo w Niżnym Nowogrodzie po opuszczeniu Syberii. Wcześnie straciła ojca. Po ukończeniu gimnazjum matka wysłała ją na studia medyczne do Genewy. Dyplom doktora medycyny uzyskała w 1899 roku w Zurychu, po powrocie do Rosji zatwierdziła go w Kazaniu. W 1900 roku wyszła za Stanisława Garlickiego, inżyniera, chemika i matematyka, którego poznała podczas studiów. Po ukończeniu specjalizacji w zakresie położnictwa i ginekologii w klinice profesora Henryka Jordana pracowała w Zawierciu i Częstochowie. W tym czasie jej mąż był aresztowany za działalność w PPS, później wyjechał na trzy lata za granicę.
W 1907 roku rozpoczęła pracę jako lekarka w fabryce włókienniczej Scheiblera w Łodzi. Zaangażowana społecznie, poza zwykłymi obowiązkami starała się o poprawę sytuacji zdrowotnej robotnic fabrycznych i ich dzieci oraz zorganizowanie opieki nad niemowlętami, których matki pracowały poza domem. Zorganizowała przytułek położniczy Towarzystwa Dobroczynności. Było to szczególnie istotne w sytuacji, gdy śmiertelność niemowląt w rodzinach robotniczych w pierwszym roku życia przekraczała 26%. Należała do łódzkiego Towarzystwa Lekarskiego i organizacji „Kropla Mleka”.
W 1918 roku zamieszkała w Warszawie, pracując początkowo w Szpitalu Kasy Chorych, a następnie Szpitalu Ujazdowskim. Publikowała w piśmie „Ginekologia Polska”, streszczenie jej odczytów dla inspektorów fabrycznych ukazało się w 1927 roku jako artykuł Żłóbki dzienne dla niemowląt matek pracujących w czasopiśmie „Lekarz Polski”. Była przewodniczącą Zrzeszenia Lekarek i członkiem zarządu Instytutu Radowego. Podczas choroby męża pielęgnowała go aż do śmierci w 1935 roku.
Podczas okupacji niemieckiej zaangażowała się w konspirację, ukrywając w mieszkaniu Żydów i uciekinierów z obozów jenieckich, w tym obcokrajowców. 11 sierpnia 1942 roku została aresztowana przez gestapo razem z najmłodszą córką Zofią (pierwszą żoną Stanisława Jankowskiego „Agatona”) oraz Natalią Zand i dwoma zbiegłymi angielskimi jeńcami.  Początkowo więzione na Pawiaku, 14 października zostały przewiezione do obozu koncentracyjnego Auschwitz. Zofia Garlicka zmarła tam 18 listopada, Zofia Jankowska 13 grudnia 1942 roku.
Grób symboliczny Zofii Garlickiej i jej córki znajduje się na warszawskich Powązkach (kwatera 210-5-3).

## Ordery i odznaczenia
- Krzyż Niepodległości (12 maja 1931)[4]
- Złoty Krzyż Zasługi (28 marca 1939)[5]